# 木偶奇遇記 (真人電影)
《木偶奇遇記》（英語：Pinocchio）是一部2022年美國歌舞奇幻劇情片，由勞勃·辛密克斯執導，並與克里斯·魏茲共同撰寫劇本。該片改編自卡洛·科洛迪創作的同名小說以及華特迪士尼影業的1940年同名動畫電影，由湯姆·漢克、辛西婭·艾利沃和路克·伊凡斯主演，班傑明·伊凡·愛因斯沃斯、喬瑟夫·高登-李維、基根-麥可·奇和洛琳·布萊克聲演。
《木偶奇遇記》定於2022年9月8日全球上線Disney+。媒體和影評家對本片的評價褒貶不一且趨向負面，評論家主要稱讚視覺效果和部分演出，批評則集中於相較之前的改編缺乏改進與欠缺1940年代電影的魅力，上映前還因為片方選擇讓非裔出身的辛西婭·艾利沃飾演藍仙女，引起外界爭論，反對的評論認為，選角形象和1940年同名動畫電影的藍仙女大相逕庭。電影在有著爛片奧斯卡之稱的第43屆金酸莓獎共獲得6項提名，僅次於《金髮夢露》與《大明星被甩日記》，最終獲頒最差前傳、重拍、惡搞及續集電影獎。

## 演員
| 原版                                 | 配音                  | 配音                  | 配音                    | 角色       | 角色              |
| 原版                                 | 台灣                  | 香港                  | 中國大陸                | 中文名     | 英文名            |
| ------------------------------------ | --------------------- | --------------------- | ----------------------- | ---------- | ----------------- |
| 班傑明·伊凡·愛因斯沃斯 ()            | 王玨                  | 邱子謙 關孜珩（配唱） | 陳嘉樹                  | 皮諾丘     | Pinocchio         |
| 湯姆·漢克 ()                         | 康殿宏                | 李忠強                | 張聞天                  | 傑佩托     |                   |
| 喬瑟夫·高登-李維 ()                  | 鈕凱暘                | 高翰文                | 高增志                  | 吉明尼蟋蟀 |                   |
| 基根-麥可·奇 (Keegan-Michael Key)    | 張騰 黃欣偉（配唱）   | 蔡忠衞                | 葉保華 袁嵐（配唱）     | 老實約翰   |                   |
| 凱能·拉馬亞 ()                       | 曾允凡 蔡永淳（配唱） | 李楚瑩 莫子慧（配唱） | 鞏大方 皇甫澤萱（配唱） | 法比安娜   |                   |
| 賈基塔·塔萊 ()                       | 曾允凡                | 賴芸芬                | 鞏大方                  | 莎比娜     | Sabina            |
| 約瑟夫·巴蒂斯頓 (Giuseppe Battiston) | 夏治世                | 黃文偉                | 趙銘洲                  | 史壯波里   | Stromboli         |
| 辛西婭·艾利沃 (Cynthia Erivo)        | 丘梅君 梁世韻（配唱） | 馬慧琪 白珍寶（配唱   | 李世榮 陳無二（配唱）   | 藍仙女     | The Blue Fairy    |
| 路克·伊凡斯 (Luke Evans)             | 馬國堯 梁世達（配唱） | 李家輝 陳彥廷（配唱） | 李楠 張申騁（配唱）     | 馬車伕     | The Coachman      |
| 莱文·洛伊德 ()                       | 于昊正                | 吳橋                  | 張紫來                  | 萊福維克   |                   |
| 洛琳·布萊克                          | 崔幗夫                | 顧詠雪                | 楊晨                    | 蘇菲亞     | Sofia the Seagull |

## 製作

### 發展
2015年4月8日，宣佈華特迪士尼影業正在開發改編自1940年動畫電影《木偶奇遇記》的真人版，彼得·海吉斯正在撰寫該片的劇本。2017年5月22日，宣佈克里斯·魏茲將接替海吉斯擔任編劇，並同時擔任製片人，而山姆·曼德斯為執導電影進行洽談。2017年11月13日，曼德斯退出了該項目。2018年2月20日，宣佈該片將由保羅·金執導，安德魯·米蘭諾將與魏茲共同製作，預計於2018年底開始製作。2018年8月21日，魏茲透露劇本仍在開發中，製作將於2019年在英國和意大利進行。2019年1月13日，金以「家庭原因」退出了該項目。2019年10月18日，據報導勞勃·辛密克斯正在為執導電影進行洽談。2020年1月24日，確認由辛密克斯執導電影，並與魏茲共同撰寫新的劇本。

### 選角
2018年11月29日，據報導湯姆·漢克正在為飾演角色傑佩托進行洽談，但在金退出該項目後，漢克也選擇退出電影。2020年8月，漢克重新加入了該項目。據報導，漢克在閱讀劇本後聯繫了辛密克斯，兩人曾在《阿甘正傳》（1994年）、《浩劫重生》（2000年）和《北極特快車》（2004年）合作過。2021年1月，路克·伊凡斯加入演員陣容，飾演反派角色馬車伕，而奧克斯·弗格雷正在為飾演角色小燈芯進行洽談。3月，班傑明·伊凡·愛因斯沃斯、辛西婭·艾利沃、喬瑟夫·高登-李維、基根-麥可·奇和洛琳·布萊克加入演員陣容，分別飾演皮諾丘、藍仙女、吉明尼蟋蟀、老實約翰和原創角色海鷗蘇菲亞。

### 拍攝
主體拍攝於2021年3月17日在英格蘭的卡丁頓電影製片廠開始進行，工作標題為「桃花心木」。據愛因斯沃斯稱，拍攝於2021年4月完成。

## 音樂
2020年12月，據透露經常與辛密克斯合作的亞倫·席維斯崔將為該片配樂。席維斯崔和葛倫·巴拉德為該片創作新歌，其中還將包括原動畫電影《木偶奇遇記》中的歌曲。

### 歌曲
| 英文原版                                                                           | 中國大陸版                              | 香港粵語版                     | 台灣版                    |
| ---------------------------------------------------------------------------------- | --------------------------------------- | ------------------------------ | ------------------------- |
| When He Was Here with Me 演唱：湯姆·漢克 (Tom Hanks)                               | 當他和我在一起 演唱：張聞天             | 重逢 演唱：李忠強              | 當他在我身邊 演唱：謝文德 |
| Pinocchio Pinocchio 演唱：湯姆·漢克                                                | 皮諾丘皮諾丘 演唱：張聞天               | 小小木偶 演唱：李忠強          | 皮諾丘 演唱：王玨         |
| When You Wish Upon A Star 演唱：辛西婭·艾利沃 (Cynthia Erivo)                      | 向星星許願 演唱：陳偉                   | 夢想達到 演唱：白珍寶          | 誠心許願 演唱：梁世韻     |
| Hi-Diddle-Dee-Dee (An Actor’s Life for Me) 演唱：基根-麥可·奇 (Keegan-Michael Key) | 嗨滴答滴滴（快跟著我去演戲） 演唱：袁嵐 | Hi-Diddle-Dee-Dee 演唱：蔡忠衞 | 嗨滴噠滴滴 演唱：黃欣偉   |
| I’ve Got No Strings 演唱：班傑明·伊凡·愛因斯沃斯 ()                                | 我不靠繩子來牽我走 演唱：陳嘉樹         | 我不用繩平衡 演唱：關孜珩      | 小木偶之歌 演唱：王玨     |
| I Will Always Dance 演唱：凱能·拉馬亞 ()                                           | 我不停舞蹈 演唱：皇甫澤萱               | 畢生的舞步 演唱：莫子慧        | 我會一直跳 演唱：蔡永淳   |
| The Coachman to Pleasure Island 演唱：路克·伊凡斯 (Luke Evans)                     | 馬車夫奔向歡樂島 演唱：張申騁           | 誘惑玩具國 演唱：陳彥廷        | 前往歡樂島 演唱：梁世達   |
| When You Wish Upon a Star 演唱：辛西婭·艾利沃 (Cynthia Erivo)                      | 向星星許願 演唱：陳偉                   | 夢想達到 演唱：林彥君          | 誠心許願 演唱：梁世韻     |

## 發行
2019年10月29日，據報導由於2019年電影《小飛象》和《黑魔女2》的票房失敗，迪士尼目前正在考慮在其串流媒體平台Disney+上發行該片。2020年12月9日，受2019冠狀病毒病疫情影響，該片正式宣布將在Disney+上發行。2022年3月，宣佈電影定於2022年9月全球上線Disney+。

## 反響
電影發行後收穫負評居多，在爛番茄網站上根據165篇評價，新鮮度僅26%，平均得分4.7／10，網站影評共識寫道：「視覺上令人眼花繚亂但沒有靈魂，本質呆板可言的《木偶奇遇記》重申你該始終讓良心成為自己的嚮導......遠離不必要的重拍。」Metacritic根據36位影評人的評價，本片獲得38分（滿分100），代表「負面評價為主」的評價。

## 外部連結
- 互联网电影数据库（IMDb）上《木偶奇遇記》的资料（英文）
- Metacritic上《木偶奇遇記》的資料（英文）
- 爛番茄上《木偶奇遇記》的資料（英文）
- 木偶奇遇記 （页面存档备份，存于） - Disney+